# Paul Gascoigne
Paul John Gascoigne (* 27. Mai 1967 in Gateshead, England), Spitzname „Gazza“, ist ein ehemaliger englischer Fußballspieler.
In seiner Karriere, die er 1984 bei Newcastle United begann und 2004 bei Boston United beendete, war er u. a. in den Profiligen Englands, Schottlands und Italiens aktiv. Zudem war er englischer Nationalspieler und nahm an der Weltmeisterschaft 1990 sowie der Europameisterschaft 1996 teil. Gascoigne erreichte aufgrund seiner teilweise brillanten Spielweise sowie vor allem durch seine humoristischen Einlagen gegenüber Mitspielern, Trainern und Schiedsrichtern bei den Fans Kultstatus. Außerhalb des Fußballsports geriet Gascoigne jedoch aufgrund seiner Alkoholkrankheit und Pöbeleien wiederholt negativ ins Blickfeld der Öffentlichkeit.

## Karriere

### 1984–1988: Debüt bei Newcastle United
Gascoigne stieß 1982 zur Jugendmannschaft von Newcastle United und bestritt für den Verein auch zwei Jahre später am 13. April 1984 sein erstes Profispiel gegen die Queens Park Rangers. Er feierte in der Saison 1983/84 vorerst seine sportlichen Erfolge im Jugendbereich und konnte die Jugendmannschaft von Newcastle zum Sieg im FA-Junioren-Pokal führen. Erst 1985, nachdem Willie McFaul Jack Charlton bei den „Magpies“ (en. „Elstern“) als Trainer ablöste, rutschte Gazza in die Startelf von United.
Er wurde schnell zum Publikumsliebling und konnte auch seine Leistung von Saison zu Saison steigern. Dementsprechend wurde Gascoigne für die Nationalmannschaft Englands nominiert und bestritt am 14. September 1988 sein internationales Debüt gegen Dänemark. Im Verein blieb der Erfolg dagegen bescheiden: Newcastle erreichte jeweils nur zweistellige Tabellenplätze ohne Aussicht auf die Qualifikation für einen Europapokal.
Daher entschloss sich Gascoigne am Ende der Saison 1987/88, den Verein zu wechseln. Einige namhafte Vereine Englands waren auf ihn aufmerksam geworden (z. B. Manchester United) und er schloss sich letztendlich für 2 Millionen Pfund Tottenham Hotspur an.
Eine der berühmtesten Szenen im Newcastle-Trikot erlebte Gascoigne im Jahr 1987 in einem Spiel gegen den FC Wimbledon, als sein Gegenspieler Vinnie Jones (Spitzname „The Axe“ – „Die Axt“) ihm in die Intimzone packte. Er nahm die Sache jedoch mit Humor und sandte Jones eine Rose als Dank – Jones seinerseits erwiderte den Gruß und schenkte Gascoigne eine Toilettenbürste.

### 1988–1992: Aufstieg zum Star
Gascoignes Start in London verlief nicht optimal. Er hatte Übergewicht in der Saisonvorbereitung und musste zunächst seine Fitness wieder steigern, um sich im Team von Terry Venables behaupten zu können. Trotzdem erreichte er mit Tottenham zum Saisonende Platz sechs und in der Folgesaison sogar den dritten Rang. Sein großer Auftritt folgte jedoch noch.
Bei der Fußball-Weltmeisterschaft 1990 in Italien gehörte er zu den besten Mittelfeldspielern des Turniers und führte die englische Nationalmannschaft bis ins Halbfinale, wo sie allerdings im Elfmeterschießen gegen Deutschland verlor. Im Verlauf dieser Partie bekam Gascoigne die Gelbe Karte, wodurch er automatisch im möglichen Finale gesperrt gewesen wäre. Daraufhin fing er auf dem Platz an zu weinen, was ihn in seiner Heimat sehr populär machte, da er augenscheinlich mit wahren Gefühlen und Emotionen spielte – so wie es in England gerne gesehen wird. Aufgrund seiner Leistungen und seines Auftretens in diesem Turnier wurde er zur BBC Sports Personality of the Year, zum Sportler des Jahres in Großbritannien, gewählt.
Nach seiner Rückkehr aus Italien spielte Gascoigne mit den „Spurs“ nur eine mittelmäßige Saison und landete auf Platz zehn. Dies wurde allerdings durch den Gewinn des FA Cup 1990/91 überstrahlt. Im Halbfinale besiegte Hotspur den FC Arsenal und Gazza glänzte mit einem sehenswerten Freistoßtreffer. Im Finale schließlich bezwang Tottenham Nottingham Forest mit 2:1 und errang damit den ersten Titel seit sieben Jahren. Die Siegesfeier fand jedoch ohne Gascoigne statt. Schon wenige Minuten nach Beginn des Spiels verletzte er sich selbst verschuldet nach einem harten Foul an Forest-Spieler Gary Charles. Gascoigne beschädigte sich die Kreuzbänder am rechten Knie und musste fast ein Jahr pausieren. Aufgrund dessen verschob sich auch sein geplanter Wechsel zu Lazio Rom.
Bezeichnend für Gascoignes unsteten Lebenswandel ist, dass er seine Genesung selbst hinauszögerte, als er sich im angetrunkenen Zustand in einem Nachtclub erneut verletzte. Doch im Sommer 1992 wechselte er schließlich für 5,5 Millionen Pfund in die italienische Hauptstadt.

### 1992–1998: Verletzungssorgen und Rückkehr
Die Zeit in Rom war für Paul Gascoignes nicht allzu erfolgreich, denn er war zu sehr gebremst durch Verletzungen und schaffte es daher in drei Jahren in Pokal und Liga nur auf 47 Spiele und sechs Tore. Deswegen verließ er Italien 1995 und schloss sich dem schottischen Traditionsverein Glasgow Rangers an. Er regenerierte sich wieder und konnte an seine glanzvollen Leistungen aus den frühen 1990ern anknüpfen. Im letzten Spiel der Saison 1995/96 gegen den FC Aberdeen gelang Gascoigne ein Hattrick und die Rangers errangen damit die achte Meisterschaft in Folge. Darüber hinaus gewann Glasgow noch den schottischen Pokal und Ligapokal. Gazza wurde zum Fußballer des Jahres in Schottland ernannt. 
Mit diesen Leistungen schaffte er es auch wieder zurück in die Nationalmannschaft. Auf dem Rückflug von einer Länderspielreise nach Asien zerstörte der alkoholisierte Gascoigne Ende Mai 1996 im Flugzeug zwei Bildschirme und einen Tisch, daraufhin verhängte Englands Nationaltrainer Terry Venables ein Alkoholverbot für die Fußball-Europameisterschaft 1996. Bei dem Turnier im eigenen Land war Gascoigne erneut einer der prägenden Spieler und erzielte darüber hinaus eines der sehenswertesten Tore des Turniers: Im prestigeträchtigen Spiel gegen den Erzrivalen Schottland lupfte er zunächst aus vollem Lauf den Ball mit links über den schottischen Verteidiger Colin Hendry, um ihn dann aus der Luft volley mit rechts im Tor zu platzieren. Trotzdem reichte es auch dieses Mal – wie schon 1990 – nicht für Gascoigne und England, denn im Halbfinale scheiterte die Mannschaft erneut im Elfmeterschießen an Deutschland. Gascoigne hatte in der Verlängerung sogar die Gelegenheit, mit einem Golden Goal England den Sieg zu sichern. Doch er verfehlte eine Hereingabe nur um wenige Zentimeter.
Nach der Europameisterschaft währte Gascoignes Höhenflug nicht sehr lange. Erneut erschütterte der Nordengländer die Öffentlichkeit, als er seine Frau Sheryl krankenhausreif schlug. Frauenverbände forderten daraufhin seine Nichtberücksichtigung für das folgende Länderspiel – jedoch ohne Erfolg, denn Gazza durfte spielen.
Kurz darauf war das „Enfant terrible“ erneut verletzt und kehrte erst 1997 bei den Rangers in die Mannschaft zurück. Es folgten die erfolgreiche Verteidigung der Meisterschaft (1997) und ein weiterer Ligapokal (1998). Trotzdem wollten die Rangers Gascoigne an einen anderen Verein abgeben, da sie mit seiner Leistung und vor allem seinem Verhalten nicht mehr zufrieden waren. Zunächst sah es so aus, als würde er zu Crystal Palace wechseln, stattdessen entschloss sich Gascoigne zu einem Engagement beim FC Middlesbrough (der von seinem Freund Bryan Robson trainiert wurde) und ging für 3,4 Millionen Pfund zurück nach England.
Er hatte jedoch den Zenit seiner Laufbahn schon überschritten und konnte nicht mehr (wie früher) sein Fehlverhalten außerhalb des Sports durch seine guten Leistungen kompensieren. So wurde er acht Tage vor dem Beginn der Fußball-Weltmeisterschaft 1998 vom damaligen Nationaltrainer Glenn Hoddle aus dem englischen Aufgebot gestrichen. Für Gazza war dies eine herbe Enttäuschung und vor Wut über Hoddles Entscheidung soll er dessen Hotelzimmer im englischen Trainingslager demoliert haben.

### 1998–2002: Die letzten Auftritte in der Premier League
Nach der WM gelang es Gascoigne nur schwer, wieder Fuß zu fassen. Zunächst ließ sich seine Frau von ihm scheiden, dann brach ein guter Freund von ihm nach einer gemeinsamen „Kneipentour“ mit Gascoigne tot zusammen. Im Oktober 1998 brach er selbst heulend und stark alkoholisiert zusammen und begab sich daraufhin in den Alkoholentzug. Er verließ diesen nach nur wenigen Wochen.
Gascoigne blieb zwei Jahre in Middlesbrough. Das mit Nationalspielern gespickte Team (u. a. Christian Ziege, Gary Pallister oder Paul Ince) erreichte aber nur Platzierungen im Mittelfeld der Tabelle. Auch er selbst konnte nicht überzeugen und fiel durch Alkohol- und Drogenprobleme auf. Am Ende der Saison 1999/2000 entschied Bryan Robson, Gascoignes noch laufenden Vertrag aufzulösen und den Spieler abzugeben.
Gascoigne wurde auf der Suche nach einem neuen Verein beim FC Everton fündig, wo ihn sein ehemaliger Rangers-Boss und Freund Walter Smith aufnahm. Er spielte zunächst recht erfolgreich, bis er erneut eine Verletzung erlitt und er die Saison vorzeitig abbrechen musste. Kurz danach nahm wieder seine Alkoholsucht überhand; am Ende der Saison begab er sich ein weiteres Mal in eine Alkoholentzugsklinik.
Zwar konnte sich Gascoigne in der Folgesaison teilweise in das Team zurückkämpfen (er hatte einige Einsätze als Einwechselspieler); als das Management des Vereins wechselte und er um seinen Platz in der Mannschaft fürchtete, entschloss er sich zu einem weiteren Wechsel. Sein neuer Verein wurde der unterklassige FC Burnley; dort sah er für den Rest der Saison 2001/02 die Chance auf mehr Spielzeit und einen Stammplatz. Nach Saisonende beendete er dort sein Engagement.

### 2002 bis heute: Fußballweltenbummler und gesundheitlicher Kollaps
Zunächst sah es so aus, als sollte Gascoigne in den USA eine neue sportliche Heimat finden. Sein Wechsel zu D.C. United platzte jedoch im letzten Moment – wohl auch deshalb, weil die Funktionäre der MLS von Gazzas Ruf abgeschreckt wurden. Danach folgten eine Reihe von Spekulationen über seine nächste Anstellung (u. a. wurde er mit Vereinen in Australien in Verbindung gebracht). Letztendlich setzte er im Januar 2003 seine Karriere beim chinesischen Verein Gansu Tianma fort.
Kurz darauf wurde der Ligabetrieb durch den Ausbruch des SARS-Virus unterbrochen und Gascoigne war wieder beschäftigungslos. Wenig später zwangen Depressionen ihn zu einem erneuten Klinikaufenthalt. Es folgten neue Spekulationen darüber, wo Gascoigne als Nächstes einen Vertrag unterzeichnen könnte. Er wurde z. B. mit den Wolverhampton Wanderers oder Sheffield Wednesday in Verbindung gebracht, doch seine körperliche Verfassung verhinderte jeweils eine Anstellung.
Im Juli 2004 schien Gascoignes Leben nur noch an einem dünnen Faden zu hängen. Er wurde mit einem Magengeschwür ins Krankenhaus eingeliefert und befand sich in einem lebensbedrohlichen Zustand. Kurz zuvor erst war er wegen einer Lebensmittelvergiftung behandelt worden. Wenige Monate später – im Dezember 2004 – musste der inzwischen 37-Jährige wegen einer gefährlichen Lungenentzündung in die Klinik. Dies bedeutete den vorläufigen Tiefpunkt im Leben des Engländers.
Zwischenzeitlich war er von Juli bis Oktober 2004 als Spielertrainer für den viertklassigen Club Boston United tätig; er verließ den Verein, um seinen Trainerschein zu machen. Im Oktober 2005 wurde er Trainer beim englischen Sechstligisten Kettering Town. Sechs Wochen später musste er sein Engagement beenden. Als Grund wurde angeblich genannt, er sei wiederholt angetrunken zum Training erschienen.
Auf einer Feier am 27. Mai 2007 anlässlich seines 40. Geburtstags klagte Gascoigne über heftige Bauchschmerzen. Tatsächlich handelte es sich um ein durchgebrochenes Magengeschwür. Nur eine Notoperation in Newcastle rettete laut Aussage der Ärzte dem Engländer das Leben.
Im Februar 2008 wurde Gascoigne in einem Hotel in Gateshead unter dem Mental Health Act von der Polizei fest- und in Newcastle in Arrest genommen; bereits drei Monate später wurde er erneut in eine psychiatrische Klinik eingewiesen. Anfang 2013 trat er bei einer Wohltätigkeitsveranstaltung öffentlich auf; dabei wurde sein schlechter Gesundheitszustand sichtbar. Kurz danach wurde bekannt, dass Gascoigne auf einer Intensivstation lag, nachdem er heftig auf Entzugsmaßnahmen reagiert hatte. Im Januar 2014 begab sich Gascoigne wieder in eine Entzugsklinik. Im Dezember 2015 erlitt er erneut einen schweren Rückfall.
Im August 2013 wurde Gascoigne zu einer Geldstrafe verurteilt, weil er einen Wachmann angegriffen hatte. Im November 2018 wurde er erneut angeklagt, da er auf einer Zugfahrt eine Frau durch Berühren sexuell belästigt haben soll.

## Titel und Erfolge

### In der Nationalmannschaft
- Teilnehmer an der Fußball-Weltmeisterschaft 1990 (6 Spiele, kein Treffer; 4. Platz)
- Teilnehmer an der Fußball-Europameisterschaft 1996 (5 Spiele, ein Treffer; Aus im Halbfinale)

### Im Verein
- Gewinner des FA Cups: 1991
- Gewinner der schottischen Meisterschaft: 1996, 1997
- Gewinner des schottischen Pokals: 1996
- Gewinner des schottischen Ligapokals: 1996, 1998

### Individuelle Ehrungen
- Englands Jungprofi des Jahres 1988
- Schottlands Fußballer des Jahres: 1996

## Saisonstatistik
| Verein            | Liga             | Saison          | Liga   | Liga | FA Cup | FA Cup | Ligapokal | Ligapokal | Europapokal | Europapokal | Gesamt | Gesamt |
| Verein            | Liga             | Saison          | Spiele | Tore | Spiele | Tore   | Spiele    | Tore      | Spiele      | Tore        | Spiele | Tore   |
| ----------------- | ---------------- | --------------- | ------ | ---- | ------ | ------ | --------- | --------- | ----------- | ----------- | ------ | ------ |
| Newcastle United  | First Division   | 1984/85         | 2      | 0    | -      | -      | -         | -         | -           | -           | 2      | 0      |
| Newcastle United  | First Division   | 1985/86         | 31     | 9    | 1      | 0      | 3         | 0         | -           | -           | 35     | 9      |
| Newcastle United  | First Division   | 1986/87         | 24     | 5    | -      | -      | 2         | 0         | -           | -           | 26     | 5      |
| Newcastle United  | First Division   | 1987/88         | 35     | 7    | 3      | 3      | 3         | 1         | -           | -           | 41     | 11     |
| Gesamt            | Gesamt           | Gesamt          | 92     | 21   | 4      | 3      | 8         | 1         | -           | -           | 104    | 25     |
| Tottenham Hotspur | First Division   | 1988/89         | 32     | 6    | -      | -      | 5         | 1         | -           | -           | 37     | 7      |
| Tottenham Hotspur | First Division   | 1989/90         | 34     | 6    | -      | -      | 4         | 1         | -           | -           | 38     | 7      |
| Tottenham Hotspur | First Division   | 1990/91         | 26     | 7    | 6      | 6      | 5         | 6         | -           | -           | 37     | 19     |
| Tottenham Hotspur | First Division   | 1991/92         | 0      | 0    | -      | -      | -         | -         | -           | -           | 0      | 0      |
| Gesamt            | Gesamt           | Gesamt          | 92     | 19   | 6      | 6      | 14        | 8         | -           | -           | 112    | 33     |
| Lazio Rom         | Serie A          | 1992/93         | 22     | 4    | 4      | 0      | -         | -         | -           | -           | 26     | 4      |
| Lazio Rom         | Serie A          | 1993/94         | 17     | 2    | -      | -      | -         | -         | -           | -           | 17     | 2      |
| Lazio Rom         | Serie A          | 1994/95         | 4      | 0    | -      | -      | -         | -         | -           | -           | 4      | 0      |
| Gesamt            | Gesamt           | Gesamt          | 43     | 6    | 4      | 0      | -         | -         | -           | -           | 47     | 6      |
| Glasgow Rangers   | Premier Division | 1995/96         | 28     | 14   | 4      | 3      | 3         | 1         | 7           | 1           | 42     | 19     |
| Glasgow Rangers   | Premier Division | 1996/97         | 26     | 13   | 1      | 0      | 4         | 3         | 3           | 1           | 34     | 17     |
| Glasgow Rangers   | Premier Division | 1997/98         | 20     | 3    | 3      | 0      | -         | -         | 5           | 0           | 28     | 3      |
| Gesamt            | Gesamt           | Gesamt          | 74     | 30   | 8      | 3      | 7         | 4         | 15          | 2           | 104    | 39     |
| FC Middlesbrough  | First Division   | 1997/98         | 7      | 0    | -      | -      | 1         | 0         | -           | -           | 8      | 0      |
| FC Middlesbrough  | Premier League   | 1998/99         | 26     | 3    | 1      | 0      | 2         | 0         | -           | -           | 29     | 3      |
| FC Middlesbrough  | Premier League   | 1999/00         | 8      | 1    | 1      | 0      | 2         | 0         | -           | -           | 11     | 1      |
| Gesamt            | Gesamt           | Gesamt          | 41     | 4    | 2      | 0      | 5         | 0         | -           | -           | 48     | 4      |
| FC Everton        | Premier League   | 2000/01         | 14     | 0    | -      | -      | 1         | 0         | -           | -           | 15     | 0      |
| FC Everton        | Premier League   | 2001/02         | 18     | 1    | 4      | 0      | 1         | 0         | -           | -           | 23     | 1      |
| Gesamt            | Gesamt           | Gesamt          | 32     | 1    | 4      | 0      | 2         | 0         | -           | -           | 38     | 1      |
| FC Burnley        | First Division   | 2001/02         | 6      | 0    | -      | -      | -         | -         | -           | -           | 6      | 0      |
| Gesamt            | Gesamt           | Gesamt          | 6      | 0    | -      | -      | -         | -         | -           | -           | 6      | 0      |
| Gansu Tianma      | China League One | 2003            | 4      | 2    | -      | -      | -         | -         | -           | -           | 4      | 2      |
| Gesamt            | Gesamt           | Gesamt          | 4      | 2    | -      | -      | -         | -         | -           | -           | 4      | 2      |
| Boston United     | League Two       | 2004/05         | 4      | 0    | -      | -      | 1         | 0         | -           | -           | 5      | 0      |
| Gesamt            | Gesamt           | Gesamt          | 4      | 0    | -      | -      | 1         | 0         | -           | -           | 5      | 0      |
| Karriere Gesamt   | Karriere Gesamt  | Karriere Gesamt | 388    | 83   | 28     | 12     | 37        | 13        | 15          | 2           | 468    | 110    |

## Sonstiges
Gazza hat seinen Platz in den Herzen der Fans vor allem auch aufgrund seiner (teils derben) Späße gefunden. Ein kleiner Auszug:
- Während seiner Zeit bei Newcastle buchte er für seinen Mitspieler Tony Cunningham mehrere Besuche im Solarium – wohl wissend, dass dessen Hautfarbe schwarz ist.[16]
- Einem weiteren Teamkameraden Gary Mabbutt (zu dieser Zeit Kapitän von Tottenham Hotspur) zog er dessen Hose mitten auf dem Feld hinunter, als dieser gerade einen Siegerpokal in die Höhe hielt.[17]
- Nachdem ihn der englische Nationaltrainer Bobby Robson als “daft as a brush” (deutsch: „dumm wie eine Bürste“) bezeichnet hatte, erschien Gascoigne am nächsten Morgen mit einer Bürste, die er sich in die Socken gesteckt hatte.
- In einem Premier-League-Spiel zeigte Gascoigne dem Schiedsrichter die gelbe Karte, nachdem sie diesem aus seiner Tasche auf den Rasen gefallen war. Der Unparteiische hatte allerdings wenig Sinn für Humor und zeigte Gazza ebenfalls Gelb.[18]
- Als Gennaro Gattuso mit 19 sein erstes Training bei den Glasgow Rangers absolvierte und nach dem Duschen seine Kleidung anziehen wollte, entdeckte er in seinen Unterhosen ein menschliches Exkrement. Ein spezielles „Willkommensgeschenk“ von Gazza.[19]
- Während eines Fernseh-Interviews mit einem italienischen Reporter rülpste er ins Mikrofon.[20]

Gazza belegte im Jahr 1990 als Mitglied der Band Englandneworder mit dem Titel „World In Motion“, der anlässlich der Fußball-Weltmeisterschaft in Italien aufgenommen wurde, Platz 1 der UK-Charts. Neben ihm waren auch andere Nationalspieler wie z. B. Chris Waddle oder Steve McMahon in dem Lied zu hören.
Im Januar 2009 sorgte Gascoignes siebenjähriger Neffe Cameron Gascoigne für Schlagzeilen, als er von Gazzas Ex-Club Newcastle United verpflichtet wurde. Ausschlaggebend war laut Aussagen der Zeitung Daily Star ein Junioren-Spiel, in dem Cameron in 30 Minuten 22 Tore für seinen Verein Rutherford Swifts schoss.
Am 15. Juni 2015 erschien der Film „Gascoigne“ über das Leben des Fußballers.